# Campagna dell'Africa occidentale (1914-1916)

## Campagna del Togoland
La campagna del Togoland fu combattuta nella colonia tedesca del Togoland nell'agosto 1914. Si trattò della prima occupazione di un territorio tedesco durante la prima guerra mondiale, e venne effettuata da truppe francesi ed inglesi.

### Antefatti
La colonia del Togoland venne acquisita nel 1884, unendo possedimenti francesi ed inglesi. Si trattava di una striscia di terra larga 51 chilometri, completamente circondata da territori inglesi e francesi. Nella colonia, allo scoppio della guerra, non erano presenti truppe regolari: la guarnigione era infatti costituita da circa 152 paramilitari, 416 poliziotti locali e 125 guardie di frontiera. Tale forza era completamente sprovvista di armamento pesante, ed era equipaggiata solo con fucili e quattro mitragliatrici. Lo stesso governatore del Togoland non era presente perché in congedo. Al suo posto, vi era il vice, maggiore Von Doering, che cercò di negoziare un accordo per la neutralità della colonia.

La campagna alleata non fu il frutto di una pianificazione centralizzata, ma il risultato di un'azione locale piuttosto improvvisata. Nel Regno Unito, infatti, una sottocommissione del Committee of Imperial Defence, riunitasi il 5 agosto, aveva disposto l'esecuzione di un'operazione avente lo scopo di occupare le colonie tedesche sull'Atlantico, in modo da impadronirsi anche delle installazioni radio e portuali. In Togoland, in particolare, vi era la stazione radio di Kamina, la più importante che aveva la Germania. Per questo scopo era stato previsto l'utilizzo di forze locali comandate da ufficiali britannici. Nello specifico, venne mobilitato il Gold Coast Regiment, il cui comando fu affidato al capitano F.C. Bryant, l'ufficiale più alto in grado presente. Le operazioni per la mobilitazione dell'unità iniziarono il 31 luglio. Tuttavia, il 4 agosto, i francesi, posti nella parte opposta, si prepararono a mettere in atto il loro piano: si trattava sostanzialmente di un'occupazione del Togoland partendo da est e seguendo la costa. I francesi ignoravano l'esistenza sia di un piano inglese, sia della stazione radio di Kamina.

### La campagna
Il 6 agosto, un contingente di 150 senegalesi ed 8 francesi occupò Anecho: si trattò del primo territorio tedesco occupato dalle potenze dell'Intesa durante il conflitto. Lo stesso giorno, Bryant richiese a Doering la resa della colonia. Il comandante tedesco decise quindi di ritirarsi verso nord, ripiegando sulla stazione radio. In pratica, abbandonò senza combattere sei delle sette province che costituivano la colonia. Il 9 agosto, con l'accordo francese, Bryant fu autorizzato a marciare su Kamina e tre giorni dopo gli inglesi occuparono Lomé. Lo stesso giorno ci fu uno scontro a fuoco, il primo in territorio africano. Nella loro avanzata verso nord, gli inglesi non incontrarono una seria resistenza fino al 22 agosto. Quel giorno, giunti presso il ponte ferroviario sul fiume Chra, incontrarono una forte resistenza tedesca. Venne quindi combattuta una breve battaglia, in cui le truppe coloniali britanniche, trovandosi per la prima volta sotto il fuoco delle mitragliatrici, si demoralizzarono e soffrirono il 17% delle perdite. Le perdite tedesche furono piuttosto leggere. Questi ultimi, tuttavia, nella notte, si ritirarono dalle loro postazioni. Tra il 24 ed il 25 agosto i tedeschi distrussero la stazione radio, ed il 25 stesso si arresero alle forze inglesi.

### Epilogo
Le perdite dell'Intesa ammontarono a circa 2 000 soldati. Le perdite tedesche invece consistettero in 44 europei morti e 77 feriti, 474 africani morti e 1 110 feriti.
In generale, Von Doering oppose una scarsa difesa, forse sopravvalutando la forza del nemico. Infatti, abbandonò gran parte della colonia senza combattere, e non ricorse neanche alla distruzione dei ponti per cercare di rallentare l'avanzata nemica. Comunque, nonostante fosse ricorso alla soluzione di arruolare nativi durante la breve campagna, occorre anche precisare che il numero di truppe a sua disposizione fu sempre troppo esiguo anche solo per difendere l'intera posizione di Kamina. Inoltre, il suo comandante militare, capitano Georg Pfahler, venne ucciso in combattimento il 16 agosto.
Alla fine della guerra, la colonia venne spartita tra Gran Bretagna e Francia. La parte di quest'ultima, negli anni sessanta, divenne indipendente con il nome di Togo. La parte inglese entrò invece a far parte del Ghana.

## Campagna del Camerun
La campagna del Camerun venne combattuta nella colonia tedesca del Kamerun, corrispondente grossomodo all'attuale Camerun, tra l'agosto 1914 e il febbraio 1916, e venne effettuara da un contingente alleato di truppe inglesi, francesi e belghe contro la locale guarnigione tedesca.

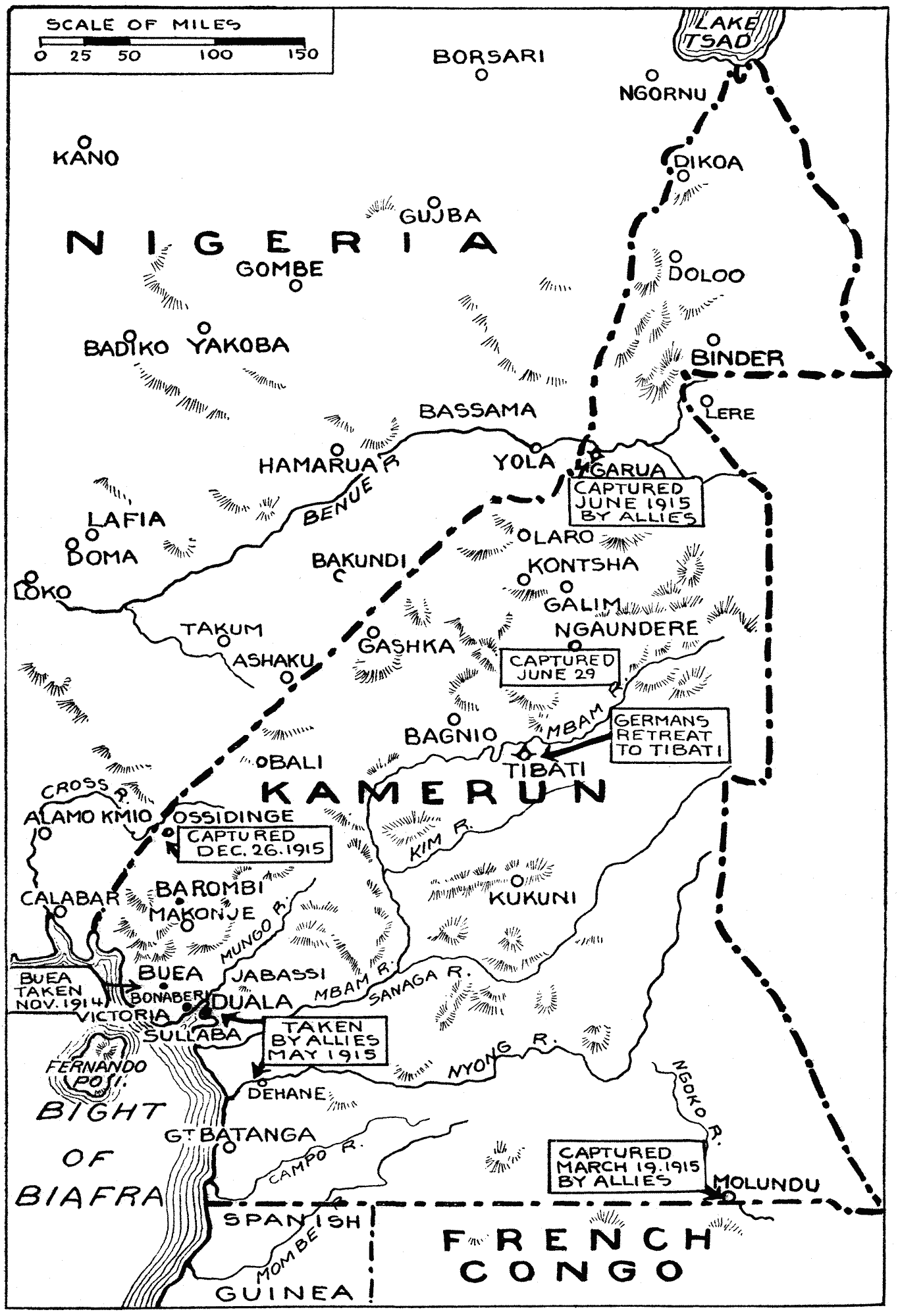
La campagna del Camerun in una mappa del 1915

### Antefatti
La colonia tedesca del Kamerun venne fondata nel luglio 1884, quando una spedizione tedesca prese possesso della costa compresa tra la colonia spagnola del Rio Muni e la colonia inglese della Nigeria; con la firma del trattato che poneva fine alla Seconda crisi marocchina, il territorio della colonia venne ampliato con l'inclusione di una striscia di 100 miglia quadrate al confine con la colonia francese del Gabon.
Allo scoppio della Prima guerra mondiale, la guarnigione tedesca al comando del maggiore Zimmerman poteva contare su circa 8 000 uomini, di cui 6 500 ascari africani delle Schutztruppe e 1 500 europei, oltre ad alcuni elementi della polizia locale; contro queste truppe gli Alleati misero in campo un contingente che arrivò a contare 25 000 uomini, composto da truppe inglesi, francesi (in prevalenza reparti coloniali senegalesi) e belghe, ma nonostante la sproporzione dei numeri i tedeschi, aiutati dal terreno impervio (ricoperto da folte foreste pluviali) e dal clima (caratterizzato da abbondanti piogge tropicali), riuscirono a resistere più a lungo dei loro connazionali nel Togo.

### La campagna
Un primo attacco contro la colonia venne tentato dai reparti coloniali inglesi: sul finire di agosto, tre colonne di truppe varcarono il confine tra Nigeria e Camerun, ma una combinazione di terreno impervio, sentieri sconnessi e imboscate tedesche ne rallentarono la marcia, fino a provocarne la ritirata.
Una colonna francese proveniente da Ciad occupò Kousséri, nel nord del Camerun, il 25 settembre, mentre un contingente misto francese e belga, scortato da incrociatori inglesi, occupò via mare il 27 settembre la città di Douala, capitale e porto principale della colonia. Le truppe tedesche ripiegarono quindi verso l'interno, attestandosi a difesa della città di Yaounda (l'odierna Yaoundé); la stagione delle piogge e la pessima organizzazione ritardò l'attacco degli alleati, che poterono riprendere l'offensiva solo nel settembre del 1915, quando reparti francesi e inglesi mossero su quattro colonne contro Yaounda, risalendo la ferrovia che collegava la città a Douala e respingendo numerosi contrattacchi tedeschi. Yaounda cadde il 1º gennaio 1916, e molti dei soldati tedeschi sopravvissuti (tra cui il maggiore Zimmerman) si ritirarono nel territorio neutrale della colonia spagnola del Rio Muni, dove vennero internati. L'ultimo caposaldo tedesco, situato a Mora nel nord del paese, difeso dagli ascari del capitano von Raben, si arrese agli Alleati il 18 febbraio 1916.